# Tartományilag irányított Törzsi Területek
A Tartományilag irányított Törzsi Területek  (Provincially Administered Tribal Areas = PATA) Pakisztáni közigazgatási területek voltak, amelyeket a pakisztáni alkotmány 246. cikkelyének (b) bekezdése taglalt. A Tartományi Közgyűlés  egyetlen törvénye sem alkalmazható a PATA területén, mivel az egyes tartományok kormányzójának mandátuma egyenértékű Pakisztán elnökének hatáskörével a saját törzsi területén.
Az alkotmány szerint a Tartományilag irányított Törzsi Területek magukba foglalnak négy egykori hercegi államot, valamint törzsi körzeteket és törzsi területek a következő közigazgatási egységekben:

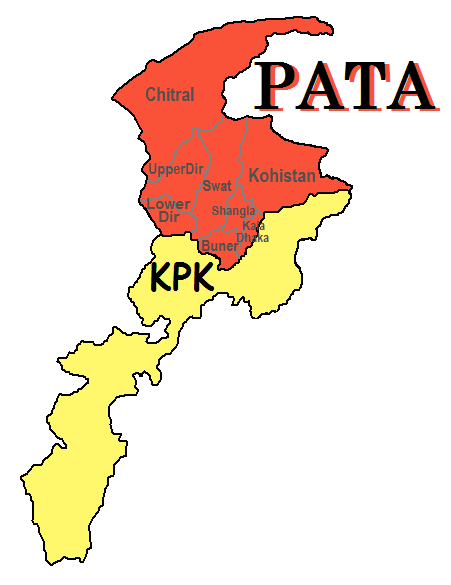
Tartományilag irányított Törzsi Területek

- Haibar-Pahtúnhva
Csitrál terület (volt Csitrál állam)
Felső Dir terület (volt Dir állam)
Alsó Dir terület (volt Dir állam)
Szvat terület (egykori Szvat állam beleértve Kalámot)
Baner terület
Sangla terület
Kohisztáni terület
Kala Daka körzet
Malakand és a  szomszédos törzsi terület, Manszera terület (Battagram, Alai, valamint Felső Tanavalormer) és a korábbi Amb állam.
- Beludzsisztán
Zob körzet
Killa Szaifulá körzet
Muszákél körzet
Seráni körzet
Loralai körzet
Barkán körzet
Kohlu körzet
Dera Bugti körzet
Dalbandin a Csagai körzet tehszilje

## Lásd még
- Államilag irányított Törzsi Területek

## Fordítás
- Ez a szócikk részben vagy egészben  a   Provincially Administered Tribal Areas című angol Wikipédia-szócikk fordításán alapul.  Az eredeti cikk szerkesztőit annak laptörténete sorolja fel. Ez a jelzés csupán a megfogalmazás eredetét és a szerzői jogokat jelzi, nem szolgál a cikkben szereplő információk forrásmegjelöléseként.

## Külső hivatkozások
- Pakisztán alkotmánya; Törzsi Területek